# Otto Wilhelm Staël von Holstein (1834–1902)
Otto Wilhelm Staël von Holstein, född den 1 november 1834 i Stockholm, död den 14 mars 1902 i Jönköping, var en svensk friherre, jurist och ämbetsman.
Staël von Holstein blev student vid Uppsala universitet 1852, där han 1858 avlade filosofie kandidat- och 1860 hovrättsexamen. Han ingick därefter i Svea hovrätt samt blev 1862 vice häradshövding, 1873 assessor i nämnda hovrätt, 1879 tillförordnad byråchef för lagärenden i Justitiedepartementet och ledamot av Nya lagberedningen samt 1883 president i Göta hovrätt. År 1893 kreerades han till juris hedersdoktor i Uppsala. 
Staël von Holstein var sekreterare i vattenrättskommittén 1863–1865, ledamot av sjölagskommittén 1877–1878 och av Förstärkta lagberedningen 1884–1887 samt ordförande i kommittén för jordbrukskreditlagstiftningen 1886. Bland hans skrifter kan nämnas Fastighetsböcker eller icke? Betänkligheter vid Kongl. Maj:ts proposition till 1875 års riksdag (1875), Om rättegångsformen i de nordiska länderna (i Nordisk tidskrift för vetenskap, konst och industri, 1892) och Om dödsstraffets afskaffande (ibidem 1893).
Otto Wilhelm Staël von Holstein var son till Otto Wilhelm Staël von Holstein (1802–1884). Han vilar på Dunkehalla kyrkogård i Jönköping.